# Автодорога A1 (Латвия)

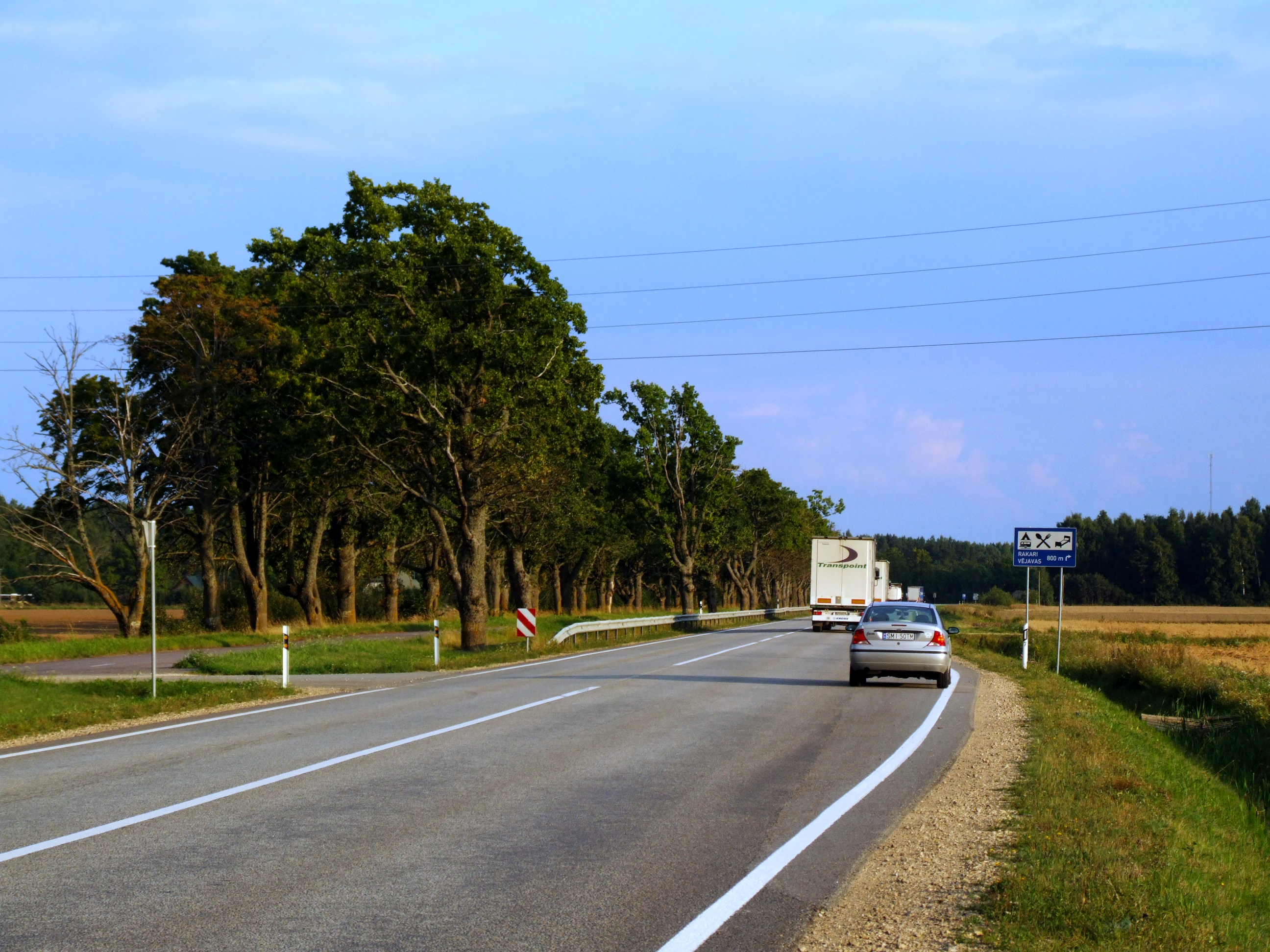
Автодорога A1 у Салацгривы

А1 (неофициальное название Таллинское шоссе, латыш. Tallinas šoseja) — государственная автомобильная дорога высшей категории в Латвии, проходящая вдоль восточного побережья Рижского залива по маршруту Рига (Балтэзерс) — граница Эстонии (Айнажи) (на территории Эстонии переходит в автодорогу 4). Является частью европейского маршрута E 67 и Европейских коммуникационных сетей (TEN-T).
Общая протяжённость дороги составляет 101,7 км. Среднесуточный объём движения (AADT) составил в 2020 году 8145 автомобилей в сутки. Дорога имеет асфальтобетонное покрытие. Текущее ограничение скорости составляет 90 км/ч, но в летние месяцы на отдельных участках разрешенная скорость повышается до 100 км/ч. Возле города Адажи ограничение скорости 80 км/ч. По данным на 2023 год, средняя плотность движения дороги А1 723 машины в час. На трассе установлено 7 стационарных камер контроля скорости. В 2023 году планируется начать использовать радары контроля средней скорости, один из которых будет расположен перед поворотом на Саулкрасты. Автодорога A1 имеет две полосы движения и обочину в 1,5 метра, что позволяет более безопасно совершать обгон.
На своём протяжении дорога A1 проходит через следующие города и населённые пункты: Адажи, Саулкрасты, Витрупе, Светциемс, Салацгрива, Айнажи. Пересекает реки Гаую, Кишупе, Салацу и дороги P1 в районе Адажи, P6 в районе Саулкрасты, P11 возле Туи, P53 возле Дучи.

## История
После принятия Латвии в Евросоюз в 2004 году первые шесть километров автодороги A1 до пересечения с автодорогой P1 были реконструированы: проезжая часть расширена до 11,5 м. (в некоторых местах до 12 м.), построены тротуары и велосипедные дорожки, уменьшено количество подъездных путей, построены маршруты местного движения и реконструирован мост через железную дорогу. В том же году был реконструирован участок от Гауи до Лиласте, расширена проезжая часть до 11,5 м, реконструированы развязки с основными подъездными путями и построена пешеходно-велосипедная эстакада над автомагистралью.
С июля 2005 года по сентябрь 2007 года велось строительство Саулкрастской объездной автодороги. Проект включал 20 км новых дорог, семь двухуровневых эстакад, два железнодорожных моста, два пешеходных тоннеля, несколько шумозащитных барьеров, 13 км подъездных дорог и почти пять километров велосипедных дорожек. Общая стоимость проекта составила 113 млн евро, из которых 36 % (40 млн евро) было софинансировано из Европейского структурного фонда сплочения (Cohesion Fund). Также был реконструирован 40-километровый участок между Саулкрастской объездной автодорогой и Светциемсом. В ходе строительных работ были реконструированы ключевые перекрёстки, построены трёхкилометровая велосипедная дорожка и два моста.
29 января 2015 года был объявлен тендер на восстановление дорожного покрытия участка A1 Рига — Адажи (0,0—6,3 км), а 25 февраля — на реконструкцию участка A1 Салацгрива — граница Эстонии (89,4—101,4 км) с контрактной ценой 10 498 082 евро.
В мае 2018 года на 33-километровом участке от Дунте до Светциемса были проведены работы по восстановлению дорожного покрытия общей стоимостью 5,35 млн евро из государственного бюджета.
В июне 2020 года были проведены работы по замене покрытия на объездной дороге Саулкрасты от Лиласте до Звейниекциемса.